# Eugène Balme
Eugène Jean François Balme (* 22. November 1874 in Oullins; † 24. Februar 1914 in Paris) war ein französischer Sportschütze.

## Erfolge
Eugène Balme nahm an den Olympischen Spielen 1900 in Paris und 1908 in London teil. 1900 trat er im Wettbewerb mit dem Ordonnanzrevolver auf 20 m an, den das IOC der heutigen Kategorie Schnellfeuerpistole zuordnet. Insgesamt traten sechs Schützen in diesem Wettbewerb an, bei dem sechs Schüsse abgegeben wurden. Während Maurice Larrouy als einziger 58 Punkte erzielte, kamen alle übrigen Schützen auf 57 Punkte. Es ist nicht geklärt, wie die Verteilung der Plätze zwei bis sechs zustande kam, in den Ergebnislisten werden auf dem Silberrang Léon Moreaux und auf Bronze Eugène Balme geführt. 1908 war Balme in zwei Mannschaftsdisziplinen aktiv. Im Dreistellungskampf mit dem Freien Gewehr gewann er mit Léon Johnson, André Parmentier, Albert Courquin, Maurice Lecoq und Raoul de Boigne hinter Norwegen und Schweden die Bronzemedaille, während er in der Mannschaftskonkurrenz mit dem Armeegewehr als Vierter einen weiteren Medaillengewinn verpasste.
Mit dem Freien Gewehr gewann er bei Weltmeisterschaften insgesamt acht Medaillen. So wurde er unter anderem 1906 in Mailand in den Einzelkonkurrenzen im liegenden Anschlag und im Dreistellungskampf Weltmeister.
Balme arbeitete als Ingenieur bei der Thomson-Houston Electric Company. Er litt unter Neurasthenie und erschoss sich infolge eines Krankheitsschubs am 24. Februar 1914 zuhause mit zwei Pistolen.